# 아기와 나 (만화)
아기와 나(赤ちゃんと僕)는 라가와 마리모가 창작한 만화이자 이를 원작으로 하는 애니메이션이다. 일본의 소녀 만화 잡지 《하나토유메》 1991년 11호부터 1997년 14호까지 연재되었다. 단행본 18권, 문고판 10권이 있다. 1996년 7월 11일부터 1997년 3월 26일까지 TV 도쿄에서 애니메이션으로 방영하기도 했다. 기본적으로 어머니를 잃은 주인공이 유아인 동생을 돌보는 이야기로 홈 코메디 장르이지만 때에 따라선 가정문제와 왕따 등 사회 문제를 다루기도 하였다.
대한민국에서는 재능TV에서 2001년 원어판을 방영한 이후 2개월 뒤 더빙판으로 방영하였으며, 판권이 만료된 이후에는 (구) MBC 무비스에서 방영하였다. 2014년에는 재능 TV에서 방영했다.

## 등장인물

### 에노키 가(家)
에노키 타쿠야 (윤진)
에노키 가문의 장남으로 고난 초등학교 6학년 2반. 호감가는 외모에다가 공부도 잘하고 운동도 잘하며 반장이고, 다른 사람을 배려하고 성실한 성격이며, 너무 지나쳐서 오히려 단점이 될 만큼 순수하다. 이 때문에 여자애들한테 엄청난 인기를 받고 있다. 그러나 화나면 엄청나게 무서워진다는 것을 아는 사람은 적다. 어머니가 갓난아기인 동생(나이차가 10살이나 된다.) 미노루를 클 때까지 키우지 못하고 돌아가셔서, 안 그래도 사고뭉치에 울보,제멋대로인데 이제 응석까지 부리게 된 미노루를 회사에 가는 아빠 대신 돌보아야 한다. 처음에는 갑자기 애보개로 전락해버린 자신을 친구들과 비교해보며 한탄했으나 미노루가 자신을 필요로 한다는 것을 알고 동생을 잘 돌보는 착한 형이 되었다. 미노루에게 관련된 일이면 민감해진다.
에노키 미노루 (윤신)
에노키 가문의 차남이다. 어머니가 없어서 형의 손에 크고 있다. 어머니가 없기 때문이라고는 하지만 굉장한 응석받이이다. 응석을 다 받아주다보면 숙제할 시간도 내지 못하게 마련이다. 그뿐 아니라 혼나면 바로 울어버리는 제멋대로에다가 질투심도 강하고, 건방진 떼쟁이에 사고뭉치이다. 또한 겁쟁이에 엄청난 울보다. 그것도 그냥 우는 것이 아니고 시간과 장소도 상관없이 마구 발버둥치고 고래고래 악을 쓰며 시끄럽게, 오래 울어댄다. 그러나 이 세상에서 형과 아버지를 가장 사랑하고(비록 그 차이가 엄청나지만), 계속 가족들과 함께 있고 싶어한다.
에노키 하루미 (윤석원)
에노키 가문의 가장이다. 대학 시절 플레이보이였으나, 부모님이 돌아가시고 미래의 아내 유카코를 만나고 아들 타쿠야갸 생기는 일을 일 년 만에 한꺼번에 겪으며 정신을 차리고 지금은 소프트웨어 회사의 시스템 엔지니어이자 과장이다. 회사 내에선 탁월한 기술자에 리더십 있는 멋진 과장이지만, 집에서는 자식들을 끔찍이 사랑하는 팔불출 아빠일 뿐이다. 타쿠야는 그한테 크면 너무 현실적으로 변해버려 아이들을 이해하지 못한다고 하지만, 하루미 그도 지금까지 살아온 시절의 소중한 추억과 꿈들을 간직해두는 사람이다.

### 후지이 가
후지이 아키히로 (임철)
후지이 가문의 넷째이자 차남으로 고난 초등학교 6학년 2반. 잘생긴 외모와 터프한 성격(동생들은 이 성격을 두고 자신들을 죽일 거라며 비난하지만), 타쿠야보다 뛰어난 운동 실력과 싸움 솜씨로 뭐든 잘한다는 평가를 받고 있다.여자애들한테 타쿠야에 버금가는 인기를 자랑한다. 그의 성격상 매력은 무슨 생각을 하는지 속이 잘 들여다보이지 않는 점이다. 분명한 점은 자신에게 사고뭉치 동생들이 다 떠넘겨지는 것을 못마땅해하지만 그래도 동생들을 사랑한다는 것이다.
후지이 이치카 (임이랑)
후지이 가문의 다섯째이자 삼녀이다. 조숙한 말투를 구사하지만 말투와는 달리 마사키와 서로 아키히로를 속썩이는 사고뭉치 콤비로, 미노루를 좋아하는 동시에 히로코의 라이벌이다. 그러나 미노루는 부담스러워할 뿐 둘 중 하나를 딱히 더 좋아한다는 눈치를 보이지 않는다. 누나라는 점 때문에 대표로 혼난다고 못마땅해하지만 진상을 살펴보면 늘 주범은 이치카다.
후지이 마사키 (임진우)
후지이 가문의 막내이자 삼남이다. 집에 가족들이 많은 탓인지 미노루보다 한 살 많을 뿐인데도 능숙한 존댓말과 어른스러운 말투를 구사한다. 하지만 말투만 어른스럽지 이치카와 서로 아키히로를 속썩이는 사고뭉치 콤비이다.
후지이 토모야 (임훈)
후지이 가문의 둘째이자 장남으로 고등학생이다. 양아치에 색골이지만 타고난 유머감각과 리더십으로 중학교 시절 만인의 인기를 한 몸에 받은 전설의 인물이다. 장난기가 있어서 누나 아케미한테 비아냥거리는 어조의 말을 하다가 매일 맞는다.
후지이 아케미 (임미숙)
후지이 가문의 첫째이자 장녀로 대학생이다. 모든 동생들에게 폭력적이라는 평가를 받고 있지만 한편으로는 나이가 많아서 동생들과 보낼 시간이 얼마 안 남았다는 것을 서운해한다. '사와다 미즈키'라는 남자와 사귀고 있다.
후지이 아사코 (임미선)
후지이 가문의 셋째이자 차녀로 중학생이다. 이치카와 마사키에 의하면 폭력적이진 않지만 냉정하다는 평가를 받고 있다. 튀지 않는 성격이어서 토모야를 보는 관점이 좋지 않지만 토모야는 아사코가 곤란함에 처했을 때마다 나타난다. '사카마키 노부카즈'라는 남자를 짝사랑한다.
후지이 에미코 (지예)
후지이 가문의 안주인이다. 소설가로 만화 속에서 등장할 때는 항상 마감에 쫓기고 있다.
후지이 아사오 (임경업)
후지이 가문의 가장이다. 조교수로 어린 시절에는 책만 읽었다.

### 고토 가
고토 타다시 (김장수)
고토 가의 심부름꾼이자 장남으로 초등학생이다. 통칭은 곤. 고난 초등학교 6학년 2반. 가게에서 매일 노동착취를 당하고 동생 돌보는 역할을 떠맡는다고 불평하지만, 성적이 형편없으면 자진해서 심부름을 한다. 매일 친구인 타쿠야에게 비교당하는 슬픔을 안고 살고 있다. 자칭 미남으로 야리미조 메구미라는 여자애를 좋아해서 고백했다가 차였다. 메구미가 타쿠야를 좋아하기 때문에 차였는데도 타쿠야를 원망하지 않는 의외로 속 깊은 인물이다.
고토 히로코 (김희야, 용이)
고토 가의 장녀로 미노루와 동갑이다. 애칭은 히로. 미노루가 자신을 동네 개에게서 지켜 준 이후 미노루를 좋아하게 되었는데 이치카처럼 대놓고 좋아하는 대신 미노루에게 계속 심술을 부린다. 곤과 똑같이 생겨서 머리가 짧으면 남자로 보인다.
고토 부인
고토 가의 안주인인데 이름은 언급되지 않았다. 곤이 잘못을 하면 철저히 응징한다.
고토 타다키치
고토 가의 가장으로 대머리이다. 희한하게도 아이들이 모두 아버지를 닮았다. 아버지는 미남인 아버지와 자신과 똑같이 생긴 어머니에게서 태어났다.
고토 미츠
애장판 12권에 등장. 시골에 계시는 곤의 할머니, 자식인 타다키치, 손주인 타다시와 히로코는 전부 미츠와 똑같이 생겼다. 남편 쇼타로와 달리 아주 정정한 모습을 보여 주지만, 쏜살같이 흘러가는 시간 속에 이제는 돌아갈 수 없는 옛날을 생각하며 가끔은 연륜이 느껴지는 말을 한다. 손자인 곤이 도키오와 앙숙이듯 미츠도 도키오의 할머니 '타마다테 하나에'와 앙숙인데, 그 이유는 하나에가 좋아했던 쇼타로가 단지 집안끼리 아는 사이라고 미츠와 쉽게 결혼해버렸기 때문이다.
고토 쇼타로
애장판 12권에 등장. 시골에 계시는 곤의 할아버지. 군인이었으며, 젊었을 적 미남이었다. 그런데 어찌 된 일인지 자식들과 손주들이 전부 그를 닮지 않았다.

### 기무라 가
기무라 세이치 (성일)
기무라 가의 외아들로 요리사. 고등학교를 중퇴하고 매일 행패를 부리던 양아치였다. 그 때문에 상점가에는 '세이치 출입금지령'이 내려졌었고, 이에 세이치는 마을을 떠나 6년 동안 있다가 그 사이 요리 기술을 배우고 결혼까지 해서 아이를 낳고 돌아왔다. 세이치는 마을을 떠나기 전 일로 신용을 모두 빼앗겼었고, '정의로움','무시','모욕'을 무서워하게 되었다. 청소년 시절 타쿠야에게도 심한 장난을 쳤었는데 그 관계는 변하지 않아 세이치는 여전히 타쿠야의 순진함을 악용해 이용해 먹는다.
타쿠야의 첫 키스 상대.
이런저런 이유로 토모코의 동창회에 세이치와 타쿠야, 미노루가 참석 하였다가 술김에 타쿠야와 키스해버린다.
기무라 토모코 (지숙)
기무라 가의 며느리로 세이치가 집을 떠나 있던 동안 결혼한 여자이다. 처음에는 순종적인 듯했으나 갈수록 대가 세지는 악처로 변해가고 있다. 안경을 안 쓰면 반(半)장님이나 다름없다. 포인트로 약간 뒤집힌 입술을 갖고 있다.
기무라 타이치 (태일)
기무라 가의 손자로 세이치와 토모코 사이에서 태어난 아들이다. 아무때나 우는 미노루와 달리 거의 울지 않고 미노루가 때리면 오히려 되받아칠 정도이다. 타쿠야가 타이치와 미노루를 돌보면서 위(미노루)와 아래(타이치)가 바뀌었다고 생각할 정도이다.
기무라 부인
기무라 가의 안주인인데 이름은 언급되지 않았다. 나이에 안 맞게 엄청나게 화려한 감각의 옷을 즐긴다. 토모코와는 다른 시어머니들과 비교해 아주 사이가 좋은 편이지만, 갈등이 완전히 없는 것은 아니다.
기무라 겐이치
기무라 가의 가장이다. 50대의 나이로 회사에 춤추면서 출근하는 정력가이다.

### 모리구치 가
모리구치 히토시 (신승진)
6학년 2반. 학생회장. 인맥이 넓기 때문에 평범한 외모와는 달리 높은 인기도를 구사하며, 정의로운 성격이다.
모리구치 히로시
모리구치 가의 가장이다. 술집 점장으로 여장남자이며 청소,빨래,요리 등을 아주 좋아한다.
모리구치 후미코
모리구치 가의 안주인이다. 경찰관이지만 마음이 약해 쉽게 기절한다.
모리구치 오토코
애장판 13권에 등장. 모리구치 히토시의 할머니. 섬에서 민박집을 한다. 네 남매를 두고 있으며 히토시의 아버지인 모리구치 히로시는 셋째이다. 젊었을 때 남편이 바람이 나자 화가 나서 여자 혐오증에 걸렸고, 그래서 며느리들에게 자주 트집을 잡는다. 맞바람을 피워서 남편에게 복수하기 위해 미남들을 찾아다니다가 남자 밝힘증에도 걸리게 되었다. 그러나 가장 큰 증상은 아이 혐오증인데 이는 네 남매가 어릴적에 엄마를 찾으러갔다가 길을 잃고 헤매는 것을 겨우 찾아왔는데, 이웃들은 이 일에 대해 흉을 봤다. 그래서 이 일의 원인이 된 어린이들을 싫어하게 되었는데 역시 어린이인 타쿠야와 아키히로는 미남으로 대우하는 것을 보아 남자와 아이의 경계는 확실치 않다.

### 고난 초등학교
고난 초등학교는 타쿠야가 다니는 학교이다.
타마다테 도키오 (옥석)
6학년 2반. 부잣집 아들. 옷과 학용품을 모두 외제품으로 갖고 다니며 자랑을 하고, 돈만 많으면 잘난 것인 줄 알며 서민들을 무시하는 거만하고 촐싹대고 우쭐대는 성격이다. 그 성격 때문에 매일 곤에게 맞고 다니며 당연히 곤과는 서로 앙숙이다.
히로세 츠토무 (김세중)
6학년 1반. 그림 실력은 뛰어나지만 큰 인기를 끌지 못하는 이류 만화가인 아버지를 두고 있다. 만화는 그림 실력으로 평가된다는 생각을 갖고 있어서 그림 솜씨가 나쁜데도 인기가 있는 만화를 보면 흉을 본다. 여자처럼 생긴 곱상한 외모를 갖고 있지만, 성격은 불같으며 말이 엄청나게 험하다.
후카야 시나코 (이은지)
6학년 2반. 늙은 부모님을 둔 늦둥이이다. 그 때문에 부모님과 관련된 질문에는 진실이 밝혀지기 전까지 거짓말을 했었다. 그러나 의외로 소심하고 겁이 많으며, 타쿠야를 좋아하고 있다.
다케니카 나나미 (강지성)
6학년 2반. 귀여운 외모에 가정실습을 잘하고 남자의 성에 대해 순수해서 여자라고 놀림을 받는다. 그런 자신에 대해 약간의 콤플렉스가 있다.
야리미조 메구미 (이보배)
6학년 3반. 반장. 예쁜 외모지만 아키히로처럼 속을 들여다볼 수 없는 성격으로 변태짓을 즐긴다. 때에 따라서는 진지하다가 갑자기 분위기를 깨는 발언을 하고는 한다. 타쿠야를 좋아하지만, 타쿠야가 연예 감정에 둔감한 것을 알기 때문인지 그 사실을 밝히지 않고 은근슬쩍 흘린다. 곤이 좋아했던 아이다.
미야마에 유우타
6학년 4반. 어머니가 아버지와 이혼하고 집을 나가버려서, 타쿠야와 비슷한 신세가 된다. 그러나 그것을 잘 이겨내는 타쿠야와 달리 현실에 적응하지 못하는 자신을 보자, 남을 공격해서 그 스트레스를 풀고 싶어져서, 타쿠야도 힘들지만 사람들한테 칭찬을 듣고 싶어서 일부러 내색을 안 하는 거라고 제멋대로 생각해버린다.
히라이 모에 (송이)
6학년 2반. 키미, 카코와 늘 붙어 다닌다.
키미 (정은)
6학년 2반. 성은 언급되지 않았다.
카코 (미희)
6학년 2반. 성은 언급되지 않았다.
오오쿠보 토시후미
6학년 4반. 키가 크고 운동을 아주 잘한다.
쿠마데
6학년 1반. 여자애들에게 인기없는 외모에다가 타고난 재능이 없어 아무리 노력해도 1등은 늘 인기 있고 잘난 녀석들에게 빼앗겨버린다. 타쿠야를 제일 증오하고, 아키히로, 히토시, 츠토무, 나나미, 토시후미 등도 증오한다. 성인지 이름인지 알려지지 않았으며, 성(이름)은 언급되지 않았다.
나카니시 아유코 (서유라)
6학년 1반. 타쿠야를 좋아하기 때문에 쿠마데를 차버렸다. 쿠마데가 많고 많은 잘난 녀석들 중에서도 타쿠야만 특히 미워하는 원인 중 대표적인 원인이 그 때문이다.
타무라 쌍둥이 형제 (칠수, 팔수)
쿠마데의 부하. 둘 다 이름은 언급되지 않았다. 운동을 잘하는데 어째서 쿠마데의 부하로 전락했는지는 의문이다. 형과 동생을 구별하려면, 모자를 쓰고 있는 것이 형이다.
후지와라 유키오
6학년 1반. 달리기를 잘하지만 못생겨서 인기가 없다. 연습중 미노루를 넘어뜨려서 타쿠야가 사과하라고 따졌는데, 타쿠야가 교내 마라톤에서 자신에게 이기면 그러겠다고 한다. 그러나 결국 유키오는 메달 진입권을 놓치고 타쿠야는 동메달을 받아, 결국 미노루한테 사과한다. 별명은 고릴라.
마츠모토 히데오 (송민구)
6학년 2반 담임. 신참교사로, 아이들의 우정이나 노력을 보게 되면 지나칠 정도로 감동한다.
칸노 히카루 (유구홍)
임시교사직. 마츠모토 선생님의 친구. 마츠모토 선생님이 다리를 다쳤을 때 2반 임시교사를 맡았었다. 일지 초등학교 담임이었을 때 히로타라는 아이가 왕따를 당하다 자살한 적이 있어, 급우를 왕따시켜서 죽을 때까지 몰아댔던 학생들을 보고 인간불신에 빠져버렸다. 고난 초등학교의 착한 학생들을 보며 어느 정도 마음의 안정을 되찾았다.
엑스트라 1,2
애장판 9권에 등장. 야구 시합을 위해 등장한 캐릭터들로, 매우 간결하게 표현되어 있어 야구 시합 에피소드가 끝나면 이제 등장하지 않을 엑스트라임이 확실히 드러나 보인다. 한 명은포수 한 명은 좌익수를 보는 듯 하며, 타순은 6번, 9번을 치는 듯 하다. 여담이지만, 메구미 외에 아무도 몰랐는데 그 야구 시합은 사실 합동 체육 시간에 할 경기 종목을 정하는 내기 시합이었다.

### 해바라기 보육원
해바라기 보육원은 미노루와 이치카, 히로코 등이 다니는 보육원이다. 보육교사들 이름은 대부분 안 나온다.
무카이 요우지 (김석기)
보육원 원장. 변태로 몰릴 정도로 귀여운 아기들을 지나치게 좋아한다. 타쿠야 나이대의 소년도 아기는 아니건만 귀여우면 좋아한다. 나이도 불분명하고 눈도 선글라스를 껴서 안 보인다. 잘생겼다는 소문이 있는데 늘 수염에 선글라스를 끼고 다녀서 알 길이 없다. 정체를 파악하려는 보육교사들을 유유히 피해 다니는 미스터리의 인물이다.
고바야시 선생님
경험이 풍부한 고참 보육교사. 이름이 언급되지 않았다. 유일하게 원장의 정체를 알지만 언급하지 않는다.
마사 (훈이)
미노루의 친구. 엄마가 늘 데리러 와서 미노루의 질투를 유발한다. 성은 언급되지 않았다.

### 회사
아버지 에노키 하루미가 다니는 회사. 컴퓨터 프로그램 관련 일을 하고 있다.
에도마에 아키오 (홍진승)
회사의 직원. 촐싹대는 성격이다. 자신이 좋아하는 카즈미가 에노키 과장님(타쿠야의 아버지)을 좋아하자, 과장님을 질투한다. 그래서 카즈미가 과장님한테 작업을 걸면 과장님한테 색골이라며 트집을 잡아 덤비다가 번번이 맞는다.
오오모리 카즈미 (김수희)
회사의 직원. 이유는 모르겠지만 아이까지 있는 30대 아저씨인 과장님을 좋아한다.
야마구치
회사의 직원이자 아키오의 친구. 성인지 이름인지 알려지지 않았으며, 성(이름)은 언급되지 않았다.
엔도
회사의 직원이자 카즈미의 친구. 성인지 이름인지 알려지지 않았으며, 성(이름)은 언급되지 않았다.
히라마츠
회사의 직원이긴 한데 땡땡이치기 좋아하는 날라리 불량 직원.
야마자키 부장
개발부 부장이자 에노키 과장의 상사. 부장임에도 불구하고 혼내봤자 소용없는 히라마츠에게는 버거워한다.
안자이 리츠코
총무부 주임. 엄청나게 치밀하고 깐깐하며, 사람들에게 '시어머니'란 별명으로 불리고 있다. 여자는 집에서 살림을 해야 하는 것을 당연하게 여기는 가족들에게 불만을 품고 있다. 이에 에노키 과장에게 고민상담을 하러 술자리에 끌고 갔다가 스캔들이 난 적이 있다.

### 기타 인물
여기서는 2화 이상의 등장률을 차지한 사람만 언급한다.
오사카 후지코
애장판 4권에 등장. 타쿠야의 어머니인 에노키 유카코(결혼 전 오사카 유카코)의 큰어머니이다. 감정표현이 서툴러서 유카코는 큰어머니가 자신을 미워하는 줄 알고 집을 나왔다. 집안의 대를 이을 아들 아키라가 암으로 죽어버리자 온갖 비겁한 술수를 써서 타쿠야를 양자로 들이려고 했는데 결국 실패했다.
히카게 스구루 (성치)
애장판 5권, 6권에 등장. 6학년 2반의 전학생이었으나 얼마 뒤에 다시 전학을 가버렸다. 음침한 성격으로 맘에 안 드는 사람은 꾀를 부려서라도 가차없이 복수한다.스구루의 이복 또래 형제를 낳게 한 아버지는 어머니와 이혼하고 그 이복형제네와 재혼을 했다. 이복형제 구리타 켄지는 먼저 친하게 다가왔으나 스구루가 아버지 이야기를 꺼내자 자신의 아버지라며 화를 냈고, 그 후로 먼저 친하게 다가오는 사람을 믿지 못하지만 결국에는 마음을 연다.
무카이 코이치
애장판 6권,8권,9권에 등장. '해바라기 보육원'원장인 무카이 요우지 원장의 형이다. 동생을 누르는 것을 너무너무 즐거워해서 보육원 대항 스모대회에 스파이로 나설 정도로 집착한다. 그도 보육원 원장인데, 안 믿길 만큼 험상궂은 외모를 갖고 있어서 야쿠자라고 불리는데 인정하지 않고 예절교육 문제로 돌린다.
이이즈카 타카유키
애장판 7권,10권에 등장. 고리대금업자의 부하. 목장을 운영하며 손이 갈라지도록 고생만 하고도 그걸 당연히 여기는 부모님을 보고는, 이곳에선 희망이 없다고 생각하여 청년이 되자 가출을 해서 고향 홋카이도에서 도쿄로 왔지만 고리대금업자의 부하 노릇이나 할 뿐만 아니라, 여자에게도 버림받고는 탈출을 결심한다.
아베 코우타
애장판 7권에 동료들(유사쿠, 아키라, 미치오)과 형사의 언급으로만 등장. 은행강도. 고아에 문제아였던 자신들을 바라보는 편견에 외국에서 새 출발을 하기 위해 처지가 비슷한 친구들을 모아 은행강도짓을 했으나 구마노이 역에서 체포되었다. 체포되기 직전 돈을 훔쳤다는 죄책감과 친구들끼리의 우정이 돈보다 중요하다는 것을 깨닫고 돈을 감춰버려서 배신자로 오해받는다.
유사쿠
애장판 7권에 등장. 은행강도. 코우타처럼 고아에 문제아여서, 오해와 편견에 시달렸고 결국 은행강도짓을 하게 되었다. 코우타가 배신자라고 생각하지만 나중에 코우타의 참뜻을 깨닫는다. 성인지 이름인지 알려지지 않았으며, 성(이름)은 언급되지 않았다.
아키라
애장판 7권에 등장. 은행강도. 어리숙해서 사회에 나가 매일같이 비웃음이나 욕을 먹었다. 같이 강도짓을 한 동료들에게도 구박을 받지만 유일하게 자신의 친구들이 되어 주었기에 동료들을 잃고 싶지 않아한다. 성인지 이름인지 알려지지 않았으며, 성(이름)은 언급되지 않았다.
미치오
애장판 7권에 등장. 은행강도. 동료들에게는 '미치'로 불린다. 여장남자에 동성애자이며, 동성애자라는 이유만으로 사람들이 자신을 경멸하고 폭력을 휘두르는 것에 억울해한다. 성인지 이름인지 알려지지 않았으며, 성(이름)은 언급되지 않았다.
나츠코
가끔 기무라 토모코의 전화 상대로 목소리만 등장하며, 모습이 등장한 것은 애장판 8권. 성은 언급되지 않았지만 남편의 이름이 '체피 그랜버스'이니 미국식으로 하면 '나츠코 그랜버스'일 것이다.
니이무라 시노부
애장판 8권에 등장. 기무라 토모코(결혼 전 모치즈키 토모코)의 동창. 고등학교 시절 토모코를 좋아했었다. 이에 토모코의 남편 세이치는 자신은 중졸인데 시노부는 돈많고 잘생긴 것을 보고 혹시라도 토모코와 시노부가 친구 이상의 관계가 될까 봐 경계하는 듯 하다.
쿠사카베 마리코
애장판 8권에 등장. 시노부를 좋아해서 자신이 시노부의 애인이라고 우기며 동창회에까지 따라온다.
체피 그랜버스
애장판 8권에 등장. 기무라 토모코의 친구인 나츠코의 남편. 아내 동창회에까지 따라온다. 이에 나츠코가 혼자만 남편을 데리고 오기 창피하니까 토모코도 세이치를 데리고 오도록 만들었다. 덩치가 크고 인상도 험악하지만 의외로 수줍음이 많고 쉽게 상처받는다. 메사추세츠 공과대학(M.I.T) 출신의 엘리트여서 중졸인 세이치를 더 슬프게 한다.
카지와라 효베에
애장판 8권에 등장. 토모코의 고등학교 시절 담임을 맡았었다. 존경받는 교사였지만 퇴직 이후 노망이 났는지 아무말도 안하고 그냥 앉아만 있는다. 그런데 동창회 2차에서 술에 취한 세이치가 학력 때문에 무시받고 나서 토모코가 부끄럽지 않게 노력했지만 난 근본이 불성실한 놈이라면서 주저앉아 울었다. 그때 선생님이 입을 열어 감동적인 마지막 수업을 시작하며, 이를 보았던 타쿠야는 존경받을 수 있는 선생님은 굉장한 것이라고 회상한 바 있다.
카스가 시호
애장판 12권에 등장. 19살의 젊은 초보 주부. 미노루만큼이나 심하게 울어대는 갓난아기 아들 하야미가 있다. 아기 돌보는 법을 전혀 모르는데다 아기를 낳기 전에는 아기들의 장점만 생각했기 때문에, 통 웃지 못하고 하야미가 울면 짜증을 낸다. 그러나 하야미가 우는 이유는 어머니가 웃는 얼굴을 보여주지 않기 때문이었다.
히라츠카 쇼스케
애장판 12권에 등장. 수영 교사. 젊었을 때 올림픽 국가대표 후보로도 참가한 적 있는 실력자이나, 어깨가 망가졌다. 아내가 집을 나간 이후 아들에게도 무시받는 얼간이 수영 교사로 전락했다. 그러나 아직 실력은 완전히 녹슬지 않았다.
히라츠카 료우
애장판 12권에 등장. 히라츠카 쇼스케의 아들. 아버지는 국가대표 후보 수영 선수였건만 어찌된 일인지 수영을 전혀 못한다. 엄마가 집을 나간 이유는 아빠가 무능력해서라고 생각하여, 아버지를 무시하고 무례하게 대한다.
사카마키 노부카즈
애장판 13권에 등장. 후지이 아사코가 다니는 중학교의 3학년이다. 아사코가 그를 짝사랑하지만 눈치채지 못한다. 오디오광에다 허약하고 눈에 띄지 않는 성격이라서, 튀는 행동으로 어디서든 주목을 받는 토모야의 팬이다.
아사히 유우키 (조용기)
애장판 11권,15권에 등장. 하루미의 대학 시절 친구. 가난한 의학도. 신경질적이고 사람의 정곡을 찌르는 날카로운 말을 한다. 하루미에게 타쿠야가 생긴 후 소식이 끊겼다가 교통사고로 병원에 입원한 미노루 담당의사로 다시 나타난다.
이 외에도 많은 기타 인물들이 있다.

### 고인(故人)
여기서는 사망하여 더 이상 출연하지 않게 된 사람이나, 이미 사망하여 다른 사람의 언급이나 회상 속에서 등장하는 사람만 언급한다.
에노키 유카코 (유보영)
결혼하기 전에는 오사카 유카코. 에노키 타쿠야, 에노키 미노루 형제의 어머니이자 에노키 하루미의 부인. 다른 사람을 상처입히는 것을 두려워하여, 웬만한 일은 자신이 속으로 삭히기 때문에 화난 것을 눈치채지 못할 수도 있다. 큰집 식구들을 상처입혔다고 생각하여 외국에서 새출발을 하려고 집을 나와 도시락집에서 아르바이트를 하다가 도시락을 사러 온 하루미가 작업을 걸자 단칼에 차버린 것이 첫만남이었는데 부모님이 급작스럽게 돌아가시면서 가정부가 필요해진 하루미가 자기 집에 묵게 해주었다. 유카코는 그런 생활 도중 하루미에게 사랑을 느끼게 되었고 우여곡절 끝에 그들은 결혼하여 가정을 이루었다. 타쿠야가 11살, 미노루가 1살 되던 해에 교통사고로 사망.
애장판 여기저기에서 타쿠야, 미노루, 하루미의 꿈 혹은 회상으로 등장하지만, 유카코와 하루미의 이야기가 중심으로 전개되는 것은 애장판 11권이다.
에노키 준이치
에노키 하루미의 아버지. 하루미와 그의 사이가 날이 갈수록 나빠져서 하루미는 집을 나오려고 했다. 하루미는 아버지의 생전에는 안 좋은 면밖에 기억하지 못했지만, 그는 자신의 아들인 하루미를 사랑하였다. 에노키 타쿠야, 에노키 미노루의 할아버지이기도 하지만 타쿠야, 미노루가 태어나기 전에 교통사고로 사망.
애장판 11권에 하루미의 회상과 애장판 14권에 하루미의 꿈으로 등장.
에노키 미츠에
에노키 하루미의 어머니. 하루미는 그녀가 우울해한다는 것은 알았지만, 아버지와의 불화가 극에 치달아 있던 때라 신경 쓸 여유가 없었다. 하루미는 어머니의 생전에는 어두운 면밖에 기억하지 못했지만, 그녀는 자신의 아들인 하루미를 사랑하였다. 에노키 타쿠야, 에노키 미노루의 할머니이기도 하지만 타쿠야, 미노루가 태어나기 전에 교통사고로 사망.
애장판 11권의 하루미의 회상과 애장판 14권에 하루미의 꿈으로 등장.
히로타
일지 초등학교의 학생이었으나 왕따를 당하여, 왕따로 인한 상처받은 마음을 견디지 못하고 자살. 애장판 10권, 14권에 칸노 선생님의 회상으로 등장.